# Sesa Goa
Sesa Goa Limited è una multinazionale indiana che opera nel settore dell'estrazione, della lavorazione e della vendita di minerali ferrosi.
Ha sedi negli stati indiani di Goa (dove a Panaji ha il quartier generale) e di Karnataka, in Liberia, in Cina e nell'Africa occidentale.
È leader del settore in India con 21.4 milioni di tonnellate di minerali ferrosi prodotti e 20.5 milioni di tonnellate vendute nel 2010, con riserve pari a 275 milioni di tonnellate.

## Storia
La società nasce nel 1954 come Scambi Economici Società Anonima Goa posseduta da Ludovico Toeplitz e da Alessandro Vassalo ottenendo la concessione per lo sfruttamento della miniera di Orasso Dongor.
Nel 1955 venne acquisita congiuntamente da Gewerkeshaft Exploration e Bergbau e da Ferromin S.p.A. (IRI-Finsider), che ne diventerà unico proprietario nel 1963.
Nel 1979 Sesa Goa si fonderà con Mingoa Sociedade Mineral Goesal (con Fiat principale azionista, poi anch'essa acquista da Finsider) cambiando denominazione in un'unica società, Sesa Goa Private Limited, posseduta al 100% da Finsider.
Nel 1981 la partecipazione di Finsider cala al 40%, in seguito alla trasformazione di Sesa Goa in una public company.
Nel 1982 la proprietà viene prima trasferita da Finsider S.p.A. alla lussemburghese Finsider International S.A. poi alla inglese Finsider International Company Ltd che nel 1993 salirà al 51% di Sesa Goa.
Nel novembre 1996, Mitsui acquisterà da ILVA Mining N.V. il 100% di Finsider International Co, ottenendo la proprietà di Sesa Goa.
Nel 2007, Mitsui vende l'intera partecipazione in Finsider International Co. Ltd, azionista di Sesa Goa, a Vendata Resources PLC, ad un prezzo di 981 milioni di dollari.

## Attività
È attiva nella produzione di ghisa, di coke metallurgico e nell'estrazione di minerali ferrosi, l'80% destinati al mercato cinese, estratti presso i giacimenti di Codli, Sonshi, Bicholim e Surla.
Sesa Goa opera anche nel settore del trasporto marittimo delle merci.
Nell'anno fiscale 2011 ha ottenuto 83.10 miliardi di euro di ricavi, EBIT di 33.92 miliardi e 26.95 miliardi di utili.

## Fonti
- sesagoa.com.
- sebi.gov.in (PDF).